# Gépides
Les Gépides sont un peuple germanique du rameau ostique, proche des Goths, qui était installé en basse Vistule, puis au centre de l'Europe, notamment dans le bassin des Carpates (269–670) durant le Haut Moyen Âge.

## Histoire

### Origines
Selon l'historien Jordanès (d'ascendance gépide), les Gépides tirent leur nom du mot gepanta qui signifierait en gotique paresseux, traînard. Jordanès explique que les Goths étaient sortis de l'île Scanzia avec leur roi Berig, et que, sur trois vaisseaux seulement, ils avaient abordé les rivages de la Pologne actuelle (Gothiscandza) ; aux passagers de l'un des vaisseaux qui arrivaient en retard, on donna le nom de Gépides à cause de leur lenteur. Jordanès ajoute que ce surnom « leur convient à merveille ; car leur esprit est moins vif, leur corps plus lent et plus pesant que ceux des Goths ».

### Antiquité

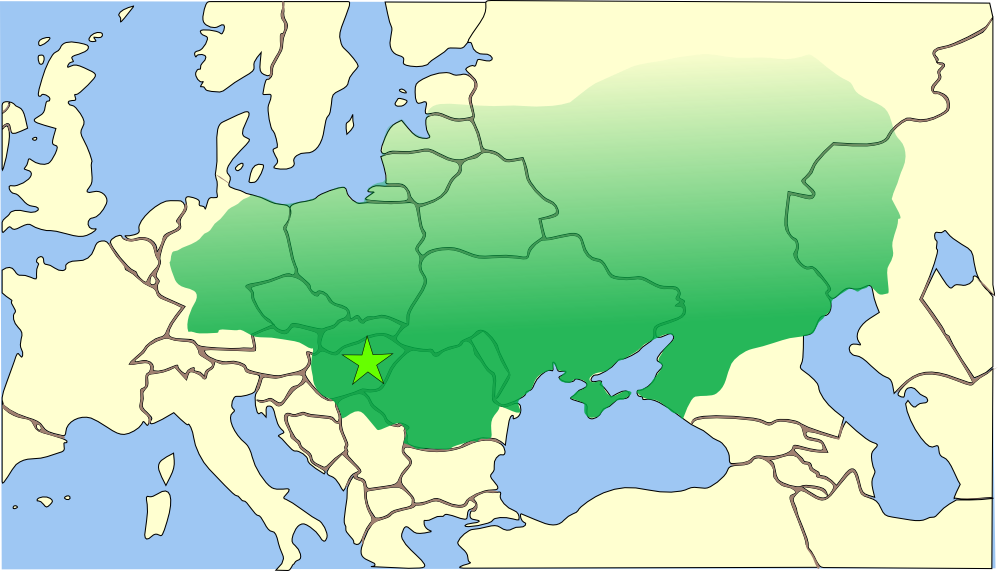
L'empire des Huns vers 450.

Les Gépides sont mentionnés pour la première fois par une source latine durant l'année 269. À cette époque, sous leur roi Fastida, ils menacent la Dacie romaine. Ils chassent devant eux les Vandales et attaquent les Tervinges qui les avaient précédés dans la région. Le 11e panégyrique de l'empereur Maximien, lu à Trèves en 291, évoque une bataille aux marches de l'empire où les Gépides sont décrits comme des Goths ayant épousé le parti des Vandales. Les autres Goths avaient défait les Burgondes, alliés des Terwinges et des Alamans,,. Mais ils étaient « suffisamment éloignés des frontières de l'Empire pour ne pas apparaître dans la nomenclature de Verone ou dans les Histoires d'Ammien Marcellin et d'Orose. »
Au Ve siècle, ils tombent sous la domination des Huns et des Alains et deviennent sujets de leur empire. En 451, lors de la bataille des champs Catalauniques, les Gépides, alliés des Huns, combattaient sous les ordres d'Ardaric : celui-ci avait vraisemblablement été mis au pouvoir par Attila.
Après la mort du roi des Huns, en 453, les Gépides — qui constituaient une « innombrable » armée selon Jordanès — s'installent en Dacie. Profitant des dissensions entre les fils d'Attila, leur chef Ardaric se révolte contre la domination hunnique. Alliés aux Ostrogoths et à d'autres tribus, les Gépides battent en 454 les Huns à la bataille de la Nedao. Participant à une coalition qui vainc le nouveau roi des Hun Ellak, l'un des nombreux fils d'Attila en 455, ils se libèrent définitivement de leur tutelle. Ils étendent ensuite leurs territoires jusque vers le milieu du VIe siècle.

### Haut Moyen Âge
En 539, les Gépides, en guerre contre l'Empire d'Orient, occupent la Mésie.
En 541, le roi ostrogoth Hildebad est assassiné en Italie par son garde du corps gépide Vela.
Vers 550, leur territoire comprend les terres situées entre Dobroudja et Tisza d'ouest en est, et entre Carpates (du sud et orientales) et Danube, du nord au sud (source byzantine postérieure, d'après Cassiodore).
En 552, les Gépides affrontent les Lombards du roi Aldoin, allié de l'empereur Justinien qui lui avait envoyé des renforts dirigés par Amalafrid.
Des Gépides participèrent à la guerre menée par les Byzantins contre les Ostrogoths en Italie, à l'image d'Asbad, le mercenaire gépide qui blessa mortellement le roi ostrogoth Totila.
C'est finalement sous les coups des Lombards du roi Alboïn poussés par Byzance à partir de 565 (les Gépides sont repoussés au nord du Danube vers la Bavière) puis, surtout, sous les coups des Avars (alliés aux Lombards), que les Gépides perdent leur puissance avant de disparaître de l'Histoire. Rosemonde, fille du dernier roi des Gépides, Cunimond, vaincu et tué par les Lombards, sera prise comme épouse par Alboïn.
Une partie d'entre eux suivit les Lombards en Italie en 568 ; un nombre réduit de survivants put demeurer en Transylvanie, mais il ne reste aucune trace d'eux après 670. Les descendants de ceux qui avaient suivi les Lombards en Italie en 568 sont encore attestés à la fin du VIIIe siècle par Paul Diacre (« et l'on voit encore aujourd'hui en Italie, des bourgs habités par des Gépides »), ce qui montre que tout en étant sujets du royaume lombard, les Gépides, avaient conservé en Italie leur identité.

### Culture et archéologie
En art, les Gépides ont laissé de nombreux exemplaires d'une des parures les plus connues de l'époque des migrations de peuples : la boucle à tête d'aigle, souvent appelée abusivement « gotique ».

### Arbre généalogique des rois Gépides
- Fastida, (v.250 - ?), roi des Gépides avant 291;
  - ? N, (v.280 - ?);
    - ? N, (v.310 - ?);
      - ? N, (v.340 - ?);
        - ? N, (v.370 - ?)
          - ? N, (v.400 - ?)
            - Ardaric, (v.420 - ap.455), roi Gépide en 447, épouse une fille d'Attila;
              - Giesmus, (v.445/50 - v.485), roi Gépide;
                - Mundo, (v.480 - 536), magister militum en 529;
                  - Mauricius, (v.505 - v.530/6);
                    - Theudimund, (v.525 - ap.541);
                      - Rosamunde, (v.550 - ap.568), épouse d'Alboin, roi des Lombards;

                    - Ne, épouse d'Ariuth, roi Hérule;

              - ? N, (v.450 - ?);
                - Gonderic, (v.475 - ap.504), roi des Gépides en 504;
                  - ? Elemund, (v.500 - 548), roi Gépide;
                    - Ostrogatha, (v.530 - 549), prétendant au trône Gépide en 548;

                  - ? Thurisind, (v.500/5 - 562), roi des Gépides en 548;
                    - Thorismund, (v.525/30 - 560), prince Gépide;
                    - ? Cunimond, (v.530 - 567), roi Gépide en 562;

                  - ? Ostrogatha, (v.505 - ?), épouse de Waccho, roi Lombard;

            - N, (v.425 - ?), prince Gépide;
              - Ne, (v.455 - ?), épouse Giesmus;

        - ? N, (v.375 - ?);
          - ? N, (v.400 - ?);
            - Ne, (v.430 - ?), épouse N, prince Gépide;
            - Thrautsila, (? - ap.480), magister militum en 480;
              - Thraustila, (v.450 - 488), roi Gépide en 485;
                - Trasaric, (v.470 - ap.504), roi Gépide en 488;

### Sources
- Jordanès, Histoire des Goths.
- Procope de Césarée.
- Marcellinus Comes.
- Ménandre le Protecteur.
- Théophylacte Simocatta.